# José Márquez Serres
José Serres Márquez nacido en Barcelona es licenciado y doctor en Medicina y Cirugía, por la Universidad de Sevilla, España.  Presidente y fundador de la Sociedad Española de Medicina Antienvejecimiento y Longevidad (SEMAL). Director de Clínica Serres desde 1983. Especialista en Cirugía Plástica, Reconstructiva y Estética por la Universidad Cayetano Heredia, Lima, Perú. Experto en medicina antienvejecimiento por la Universidad de Sevilla. Diploma Máster Inter-Europeo de Postgrado en Láser Médico Quirúrgico. Departamento de Cirugía y Especialidades Quirúrgicas de la Universidad de Barcelona.
El Dr. Serres colabora actualmente con el grupo de investigación Bioquímica del Envejecimiento del Departamento de Bioquímica y Biología Molecular de la Universidad de Sevilla en un proyecto sobre la optimización de fibroblastos y células madres mesenquimales de tejido adiposo para su uso posterior en terapias celulares y en cirugía estética. En este estudio se determinan las características que deben tener las células para su uso en Medicina Regenerativa y supone un elevado potencial de tratamiento de las disfunciones que ocurren con el envejecimiento.

## Distinciones académicas y honoríficas
- Presidente de la Sociedad Española de Medicina Antienvejecimiento y Longevidad (SEMAL)
- Presidente de la Federación Iberolatinoamericana de Sociedades de Medicina Antienvejecimiento y Longevidad (FISMAL)
- Expresidente de la Sociedad Española de Lipoescultura y Lipoplástia.
- Faculty and Academy course instructor "The International Academy of Body Contouring and Laser Lipolysis".[3]
- Miembro de Honor de la Sociedad Italiana de Cirugía Estética.
- Miembro de Honor de la Sociedad Argentina de Medicina Estética.
- Miembro de Honor de la Sociedad Francesa de Cirugía Estética.
- Miembro de Honor de la Sociedad Argentina de Lipoplástia.
- Miembro de Honor de la Eurorussian Confederation of National Societies of Plastic Surgery and Aesthetic Medicine.
- Medalla de oro de la ciudad de Cartagena de Indias (COLOMBIA) 2005

## Miembro de Sociedades Científicas
- American Society of Plastic Surgery (ASPS)
- Société Française de Lipoplastie (SFL)
- Sociedad Española de Medicina Antienvejecimiento y Longevidad (SEMAL)
- Federación Iberolatinoamericana de Sociedades de Medicina Antienvejecimiento y Longevidad (FISMAL)
- Sociedad Española de Medicina y Cirugía Cosmética (SEMCC)
- Sociedad Española de Láser Médico Quirúrgico (SELMQ)
- International Society for Dermatologic Surgery (ISDS)
- Latin-american Plastic Surgeons of Unite States and Canada (SLAPS)
- Federación Iberolatinoamericana de Sociedades de Cirugía Plástica
- Sociedad de Cirugía Plástica del Perú
- The New York Academy of Sciences